# Willemstad
Willemstad este capitala Antilelor și totodată centrul politico-administrativ al insulei Curaçao. Are o populație de circa 125.000 locuitori. Cu această populație, Willemstad este cel mai mare oraș din Antilele Olandeze. Pentru că Willemstad are multe clădiri construite în stil arhitectural olandez, orașul este asemănat Amsterdamului.
Orașul se află în sudul insulei Curaçao-ului, într-un port "natural" numit "Schottegat", la Sint Annabaai care face parte din Marea Caribeană. De o parte și de alta ale Sint Annabaai, se află cartierele Otrabanda și Punda. Aceste cartiere sunt conectate cu ajutorul podurilor Koningin Emmabrug și Koningin Julianabrug.